# Phoenix Mercury 2011
La stagione 2011 delle Phoenix Mercury fu la 15ª nella WNBA per la franchigia.
Le Phoenix Mercury arrivarono terze nella Western Conference con un record di 19-15. Nei play-off vinsero la semifinale di conference con le Seattle Storm (2-1), perdendo poi la finale di conference con le Minnesota Lynx (2-0).

## Roster
| N° | Naz.                   | Ruolo | Sportivo        | Anno | Alt. | Peso |
| -- | ---------------------- | ----- | --------------- | ---- | ---- | ---- |
| 2  | Stati Uniti (bandiera) | G     | Temeka Johnson  | 1982 | 160  | 60   |
| 3  | Stati Uniti (bandiera) | G     | Diana Taurasi   | 1982 | 183  | 78   |
| 4  | Stati Uniti (bandiera) | AC    | Candice Dupree  | 1984 | 188  | 73   |
| 6  | Stati Uniti (bandiera) | GA    | Sidney Spencer  | 1985 | 191  | 83   |
| 9  | Stati Uniti (bandiera) | G     | Marie Ferdinand | 1978 | 175  | 73   |
| 11 | Stati Uniti (bandiera) | G     | Ketia Swanier   | 1986 | 170  | 65   |
| 13 | Australia (bandiera)   | A     | Penny Taylor    | 1981 | 185  | 76   |
| 24 | Stati Uniti (bandiera) | G     | DeWanna Bonner  | 1987 | 193  | 62   |
| 21 | Stati Uniti (bandiera) | G     | Alexis Gray     | 1987 | 173  | 80   |
| 32 | Stati Uniti (bandiera) | AC    | Krystal Thomas  | 1989 | 196  | 88   |
| 34 | Nigeria (bandiera)     | A     | Olayinka Sanni  | 1986 | 188  | 93   |
| 43 | Stati Uniti (bandiera) | AC    | Nakia Sanford   | 1976 | 193  | 88   |
| 45 | Stati Uniti (bandiera) | C     | Kara Braxton    | 1983 | 198  | 86   |

## Staff tecnico
Allenatore: Corey Gaines

Vice-allenatori: Bridget Pettis, Julie Brase

Preparatore atletico: Tamara Poole

Preparatore fisico: Ben Hadley